# GL 5040
Il GL 5040/5140 è un lanciagranate prodotto dall'azienda svizzera Swiss Arms.

## Caratteristiche
Il lanciagranate GL 5040/5140 è utilizzabile come accessorio rispettivamente sui fucili d'assalto SG 550 e SG 551, ed è inseribile tramite una slitta posta al di sotto della canna.
Utilizza granate da 40 × 46 mm.

## Utilizzatori
- Svizzera - esercito svizzero, con il nome Gewehraufsatz 97
- San Marino - Corpo della gendarmeria della Repubblica di San Marino